# 法利 (加利福尼亞州門多西諾縣)
法利（英語：Farley）是位於美國加利福尼亞州門多西諾縣的一個非建制地區。該地的面積和人口皆未知。

## 地理
法利的座標為39°36′53″N 123°22′02″W / 39.61472°N 123.36722°W，而該地的平均海拔高度為327米（即1073英尺）。